# Фельдмаршал-лейтенант

Петлиця австрийского фельдмаршал-лейтенанта

Фельдмаршал-лейтенант — історичне військове звання. Зараз не існує. В сучаності відповідає приблизно генерал-лейтенанту.

## Історія
Звання вперше з'явилося в імператорській армії Габсбургів на початку Тридцятирічної війни у XVII столітті . Використовувалось до 1806 року. В армії Австро-Угорщини — до 1918 року.
Першим фельдмаршал-лейтенантом став вояка к. к. армії Ієронімус фон Коллоредо-Вальдзеє за участь у битві при Сент-Омері.
Фельдмаршал-лейтенант не отримував маршальського жезлу, але мав право зватися превосходительством.
З українців (громадян Австро-Угорської імперії) звання отримали Людвик Сембратович (дата старшинства 1.05.1891), Олександр Шашкевич (дата старшинства 1.05.1906) і Маркел Лаврівський (дата старшинства 24.08.1917).
Чин генерал-фельдмаршала-лейтенанта короткочасно також існував у Московській державі на початку XVIII сторіччя (фактично 1704—1711 роки). З'явився після прийому на службу московським царем Петром Олексійовичем Георга Бенедикта Огілві який мав чин фельдмаршала-лейтенанта Священної Римської імперії. Після відставки Огілві у 1706 році цей чин невикористовувався. Другим носієм цього чину був Генріх фон дер Гольц, який у 1707—1711 роках був на московській службі. Чин генерал-фельдмаршала-лейтенанта потрапив до Військового статуту 1716 року. У переліку чинів війська (глава восьма Статуту «О армії та чинах генерального штабу і що до того належить»), чин генерал-фельдмаршала-лейтенанта займає третю ступінь. Молодше за генерал-фельдмаршала, та старше за генерал-фельдцейхмейстера. Опис полноважень генерал-фельдмаршала-лейтенанта надано у 11-й главі Статуту («Про генерал-фельдмаршала-лейтенанта»).
До Табелі про ранги (1722 рік), чин не потрапив.

## Аналоги у різних країнах
- Австрія та деякі німецькі держави — Фельдмаршал-лейтенант;
- Хорватія — підмаршал;
- Франція, Велика Британія, Іспанія, Португалія — лейтенант-генерал;
- Нідерланди, Данія, Швеція, Пруссія, Річ Посполита — генерал-лейтенант;
- Росія — генерал-лейтенант та генерал-поручик;
- Туреччина — мирмиран-паша.